# 253 Dywizja Piechoty (III Rzesza)
253 Dywizja Piechoty (niem. 253. Infanterie-Division) – niemiecka dywizja z czasów II wojny światowej, sformowana w Akwizgranie na mocy rozkazu z 26 sierpnia 1939 roku, w 4. fali mobilizacyjnej w VI Okręgu Wojskowym.

## Struktura organizacyjna
- Struktura organizacyjna w sierpniu 1939 roku:

453., 464. i 473. pułk piechoty, 253. pułk artylerii, 253. batalion pionierów, 253. oddział rozpoznawczy, 253. oddział przeciwpancerny, 253. oddział łączności, 253. polowy batalion zapasowy;
- Struktura organizacyjna w kwietniu 1943 roku:

453. i 464. pułk grenadierów, 253. pułk artylerii, 253. batalion pionierów, 253. batalion dywizyjny, 253. oddział przeciwpancerny, 253. oddział łączności, 253. polowy batalion zapasowy;
- Struktura organizacyjna w kwietniu 1943 roku:

453., 464. i 473. pułk grenadierów, 253. pułk artylerii, 253. batalion pionierów, 253. batalion dywizyjny, 253. oddział przeciwpancerny, 253. oddział łączności, 253. polowy batalion zapasowy;

## Dowódcy dywizji
- gen. por. Fritz Kühne 26 VIII 1939 – 15 III 1941;
- gen. por. Otto Schellert 15 III 1941 – 18 I 1943;
- gen. por. Karl Becker 18 I 1943 – VI 1944;
- gen. mjr Hans Junck 17 VI 1944 – VII 1944;
- gen. por. Karl Becker VII 1944 – 8 XII 1944;
- płk Emmanual von Kiliani 8 XII 1944 – 30 XII 1944;
- gen. por. Karl Becker 30 XII 1944 – IV 1945;
- gen. mjr Joachim Schwatlo-Gesterding IV 1945 – 5 V 1945;